# Hans Wilhelm Auer

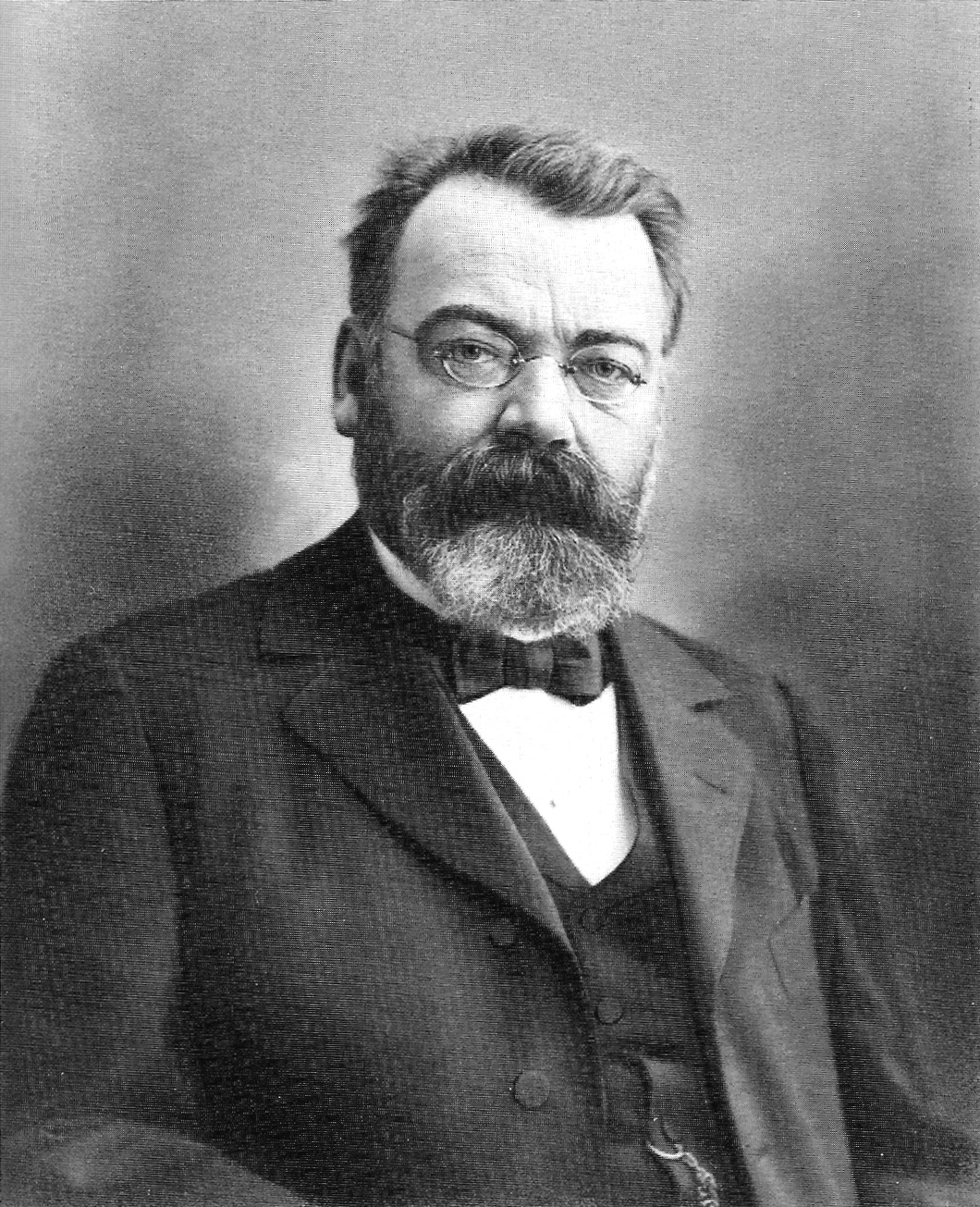
Hans Wilhelm Auer

Hans Wilhelm Auer, auch Hans Auer (* 26. April 1847 in Wädenswil; † 30. August 1906 in Konstanz) war ein Schweizer Architekt. Der Sohn eines Kaufmanns studierte am Zürcher Polytechnikum bei Gottfried Semper und an der Wiener Akademie bei Theophil von Hansen. Von 1874 bis 1883 leitete er im Auftrag Hansens den Bau des Wiener Parlamentsgebäudes, ab 1885 war er selbst Professor. Das mit Abstand bekannteste Bauwerk Auers ist das Bundeshaus in Bern: Von 1888 bis 1892 entstand nach seinen Plänen der Ostflügel, anschliessend von 1894 bis 1902 das Parlamentsgebäude, welches er als Schweizer Nationaldenkmal konzipierte. Daneben entwarf Auer mehrere Gebäude im Auftrag von Post und Bahn, darunter den Bahnhof Luzern. Seine Tochter Grethe Auer (1871–1940) war Schriftstellerin.

## Biografie

### Jugend und Studium
Auers Eltern waren der aus Sennwald stammende Kaufmann Johannes Auer und Emma Elisa Auer (geborene Henking), Tochter des Seiden- und Chemiefabrikanten Heinrich Henking aus Heidelberg. Hans Wilhelm war der älteste Sohn und verbrachte seine Kindheit in Zürich. Als er 14 Jahre alt war, liessen sich die Eltern scheiden. Zwei Jahre zuvor war die Mutter mit ihren zwei Söhnen nach St. Gallen gezogen. Dort besuchte Hans Wilhelm Auer das Gymnasium, welches er 1863 abschloss. Anschliessend absolvierte er ein Praktikum bei einem Baumeister in Riesbach bei Zürich.
Ab 1865 studierte Auer Architektur am Polytechnikum, der heutigen ETH Zürich. Seine Dozenten waren unter anderem Wilhelm Lübke und Gottfried Kinkel, den grössten Einfluss übte aber Gottfried Semper aus. Zu seinen Kommilitonen gehörte Hans Konrad Pestalozzi. Auer schloss sich der Studentenverbindung Neu-Zofingia an, die damals vom späteren Bundesrat Ludwig Forrer präsidiert wurde. Im August 1868 beendete er das Studium als Bester seines Jahrgangs, seine Diplomarbeit war der Entwurf eines Kurhotels in Bad Ragaz.
Nach dem Studienabschluss arbeitete Auer einige Monate im Stadtbauamt von Schaffhausen. Er zog im Oktober 1869 nach Wien und schrieb sich an der Akademie der bildenden Künste ein. Er beschloss, sich von Theophil von Hansen weiter ausbilden zu lassen, der eine Meisterschule für antike Baukunst führte. Damit entschied er sich bewusst gegen Friedrich von Schmidt, dessen neugotischen Baustil die Semper-Schüler als veraltet betrachteten. In Wien lebte auch Heinrich Henking, Auers Grossvater mütterlicherseits, der in zweiter Ehe mit einer Ungarin verheiratet war. Auer verliebte sich in Maria Elisa Henking, seine lediglich vier Jahre ältere Stieftante. Nachdem sie schwanger geworden war, heiratete er sie zu Beginn des Jahres 1871.

### Vom Assistenten zum Professor in Wien

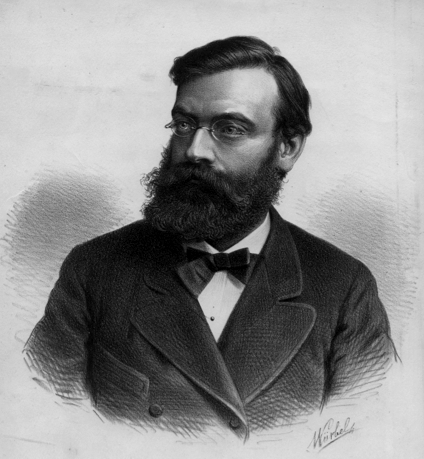
Hans Auer (ca. 1885)

Kurz nachdem Auer sein Studium wieder aufgenommen hatte, erhielt Hansen von Kaiser Franz Joseph I. den Planungsauftrag für mehrere Gebäude, darunter das Parlamentsgebäude. Zur Unterstützung trat Auer im Frühjahr 1870 nach nur einem Semester als Angestellter in Hansens Atelier ein. Daneben verfasste er im Auftrag des Kunsthistorikers Carl von Lützow mehrere Artikel über die im Bau befindlichen Repräsentationsbauten an der Wiener Ringstraße, auch solche anderer Architekten. 1874 übertrug Hansen Auer die Bauleitung für das Parlamentsgebäude, ausserdem ernannte er ihn zum Lehrassistenten. Diese Aufgaben führte er in den folgenden neun Jahren aus. 1877 erhielt Auer für seine Verdienste das Goldene Verdienstkreuz mit Krone, 1884 den Franz-Joseph-Orden. Da Carl von Hasenauer bei der Besetzung von Hansens Nachfolge als Professor den Vorzug erhielt, musste sich Auer vermehrt an Architektenwettbewerben beteiligen, zumal er noch kein eigenes Gebäude vorzuweisen hatte. Mit seinen Entwürfen, unter anderem für die Bebauung der Museumsinsel in Berlin, hatte er zunächst keinen Erfolg.
1885 erzielte Auer beim Wettbewerb für die Erweiterung des Bundeshauses in Bern den zweiten Platz hinter Alfred Friedrich Bluntschli. Während Bluntschli gemäss der damals vorherrschenden Architekturtheorie eine hierarchische Gewichtung der Gebäudeteile vornahm, entwarf Auer einen symmetrischen Gebäudekomplex, wobei er sich am Kapitol in Washington, D.C. orientierte. Das Preisgericht kritisierte die Symmetrie als funktional nicht nachvollziehbar und bemängelte insbesondere die Kuppel. 1887 setzte sich aber das Parlament über diese Entscheidung hinweg und vergab den Bauauftrag an Auer. Von 1885 bis 1888 war Auer in Wien als Professor an der Staatsgewerbeschule tätig. 1886/87 entstand das erste Gebäude nach seinen Plänen, das Sanatorium Fürth in Wien-Josefstadt.

### Tätigkeiten in der Schweiz
Im März 1888 verlegte Auer seinen Wohnsitz nach Bern, ein halbes Jahr später begannen die Bauarbeiten am Bundeshaus Ost. Da Auer mit dieser Aufgabe nicht ausgelastet war, übernahm er zahlreiche weitere Verpflichtungen. Er gehörte dem Akademischen Kunstkomitee des Kantons Bern und der Bernischen Kunstgesellschaft an, war Verwaltungsrat des Berner Stadttheaters und ab 1890 ausserordentlicher Professor für Kunstgeschichte an der Universität Bern. 1891 wurde er vom Bundesrat in die Eidgenössische Kunstkommission gewählt, welcher er bis 1898 angehörte, die letzten zwei Jahre als Präsident. Ebenfalls 1891 errichtete er die Festbauten für die Feiern zum 700-Jahr-Jubiläum der Gründung von Bern.
Zwar war das Bundeshaus Ost 1892 fertiggestellt, bis zum Baubeginn des Parlamentsgebäudes verstrichen aber weitere zwei Jahre. Zur Überbrückung dieser Wartezeit führte Auer mehrere Aufträge für Post und Bahn aus. 1892 wurde in Liestal die Bahnhofpost fertiggestellt, zwei Jahre später die Hauptpost in Solothurn (1975 abgebrochen). 1896 kam nach dreijähriger Bauzeit der Bahnhof Luzern hinzu, den er für die Schweizerische Centralbahn errichtete. Der Bahnhof brannte 1971 fast vollständig aus und wurde 1990 durch einen Neubau ersetzt.
Ab 1894 war Auer zum grössten Teil mit dem Bau des Parlamentsgebäudes, des zentralen Teils des Bundeshauses, beschäftigt. Auers Absicht war es, im Parlamentsgebäude die ganze Schweiz sinnbildlich entstehen zu lassen und dadurch ein Nationaldenkmal zu schaffen. Er setzte die fast ausschliessliche Verwendung von Schweizer Baumaterialien durch und verpflichtete die von ihm ausgewählten Künstler zur Einhaltung des ikonografischen Programms. Nach acht Jahren Bauzeit war Auers Hauptwerk vollendet. Für seine Verdienste ehrten ihn die Universität Basel als Ehrendoktor und die Stadt Bern als Ehrenbürger.
Nach der Fertigstellung des Bundeshauses litt Auer zunehmend an schweren Depressionen. Ein Grund dafür dürfte sein, dass der Neorenaissancestil des Parlamentsgebäudes zunehmend als unzeitgemäss galt und er sich deshalb zum Teil heftige Kritik gefallen lassen musste. Abgesehen von einem Anbau an seinem Berner Wohnhaus und der Teilnahme am Wettbewerb für den Friedenspalast in Den Haag fand Auer nicht mehr die Kraft für weitere Projekte. Im April 1906 wurde er in ein Sanatorium in Konstanz eingewiesen, wo er vier Monate später im Alter von 59 Jahren starb.

## Auers Bauwerke
- 1886–1887: Sanatorium Dr. Eder (heute Sanatorium Dr. Fürth), Wien-Josefstadt
- 1888–1892: Bundeshaus Ost, Bern
- 1891: Temporäre Festbauten der Feier zum 700-Jahr-Jubiläum der Stadtgründung, Bern
- 1891–1892: Bahnhofpost Liestal (heute: Kulturhaus Palazzo)
- 1893–1894: Hauptpost Solothurn (1975 abgebrochen)
- 1893–1896: Bahnhof Luzern (1971 abgebrannt)
- 1894–1902: Parlamentsgebäude des Bundeshauses, Bern